# Операція «Орлиний кіготь»
Операція «Орлиний кіготь» (англ. Operation Eagle Claw), також відома, як операція «Вечірнє сяйво» (англ. Operation Evening Light) або операція «Миска рису» (англ. Operation Rice Bowl) — невдала спеціальна операція американських сил спеціальних операцій у спробі врятування 52 американців, захоплених під час Іранської кризи в американському посольстві в Тегерані. Операція, котра проводилася 24-25 квітня 1980 року під безпосереднім проводом Верховного Головнокомандувача президента країни Джиммі Картера, завершилася грандіозним провалом з колосальним політичним фіаско правлячої адміністрації США, й завдала нищівного удару по іміджу керманичів зовнішньої політики країни. Крах операції з врятування заручників став однією з передумов програшу Картера на президентських виборах 1980 у США Рональду Рейгану.Після цієї операції ССО ВМС США вирішило створити спецпідрозділ-Оперативна група швидкого реагування військово-морських спеціальних операцій ВМС США (англ. Naval Special Warfare Development Group (NSWDG) або (DEVGRU), Широко відома по своїй попередній назві — 6-та команда (група)бойових плавців або просто Navy SEALs (англ. SEAL Team Six), яку група носила до 1987 року[1][2].
Операція готувалася поспіхом, без врахування думки та порад фахівців. По ходу її виконання виконавці зіткнулися з безліччю завад та промахів і врешті-решт була скасована, по суті навіть не вийшовши на активну її фазу. При перельоті ударного угруповання американських операторів до спеціальної зони, під кодовим ім'ям «Пустеля Один», з 8 вертольотів до цілі прибуло тільки 5, решта з технічних причин не була здатна діяти далі. Керівництво операцією запросило Президента про скасування операції, на що Картер надав дозвіл. При спробі зльоту один з гелікоптерів урізався в транспортний літак із запасом палива та вояками. Внаслідок катастрофи загинуло 8 американських військових, були втрачені вертольоти та літак.

## Зміст

### Підготовка до операції

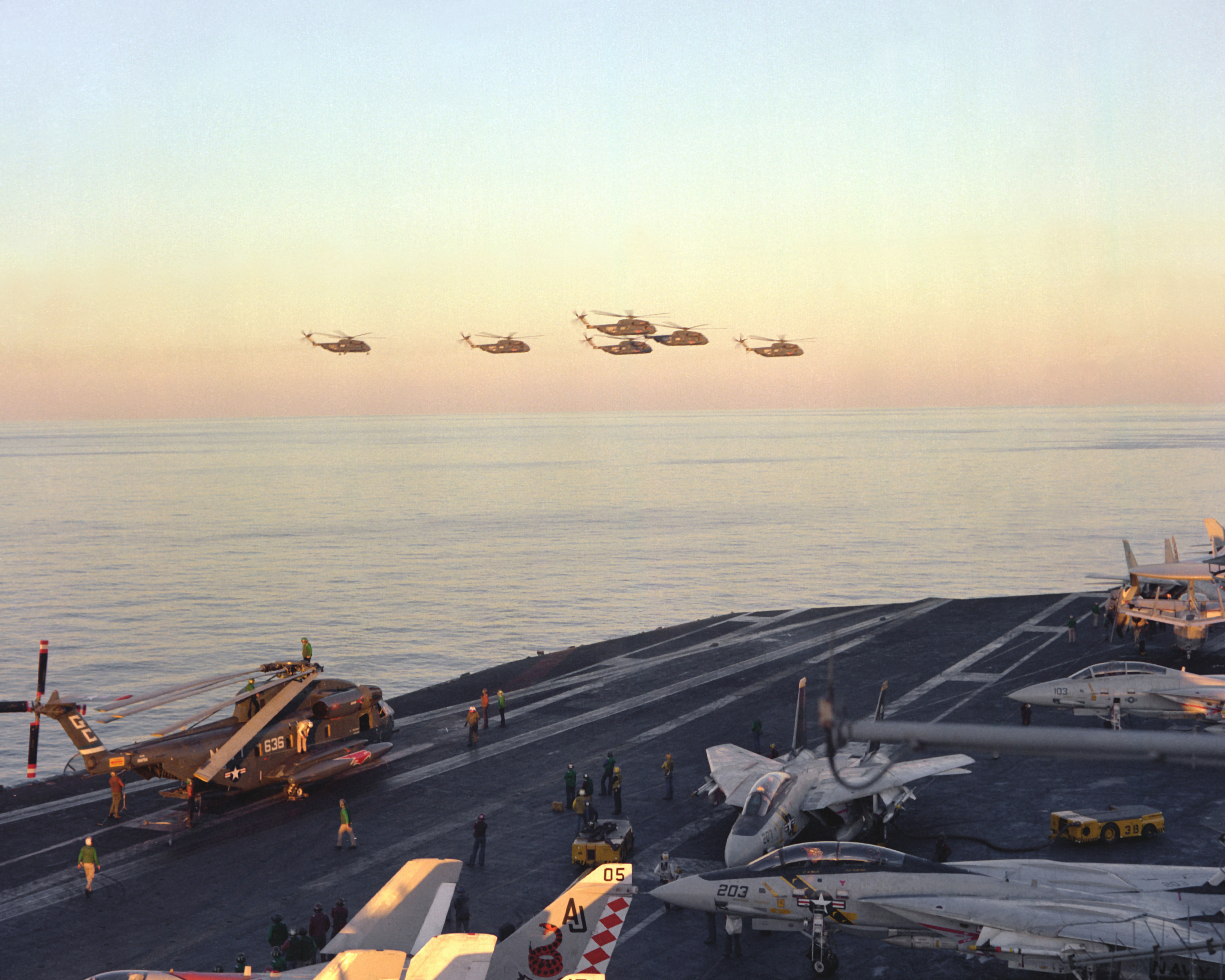
Група вертольотів RH-53D зі складу 16-го крила палубної авіації HM-16 над авіаносцем «Німіц»

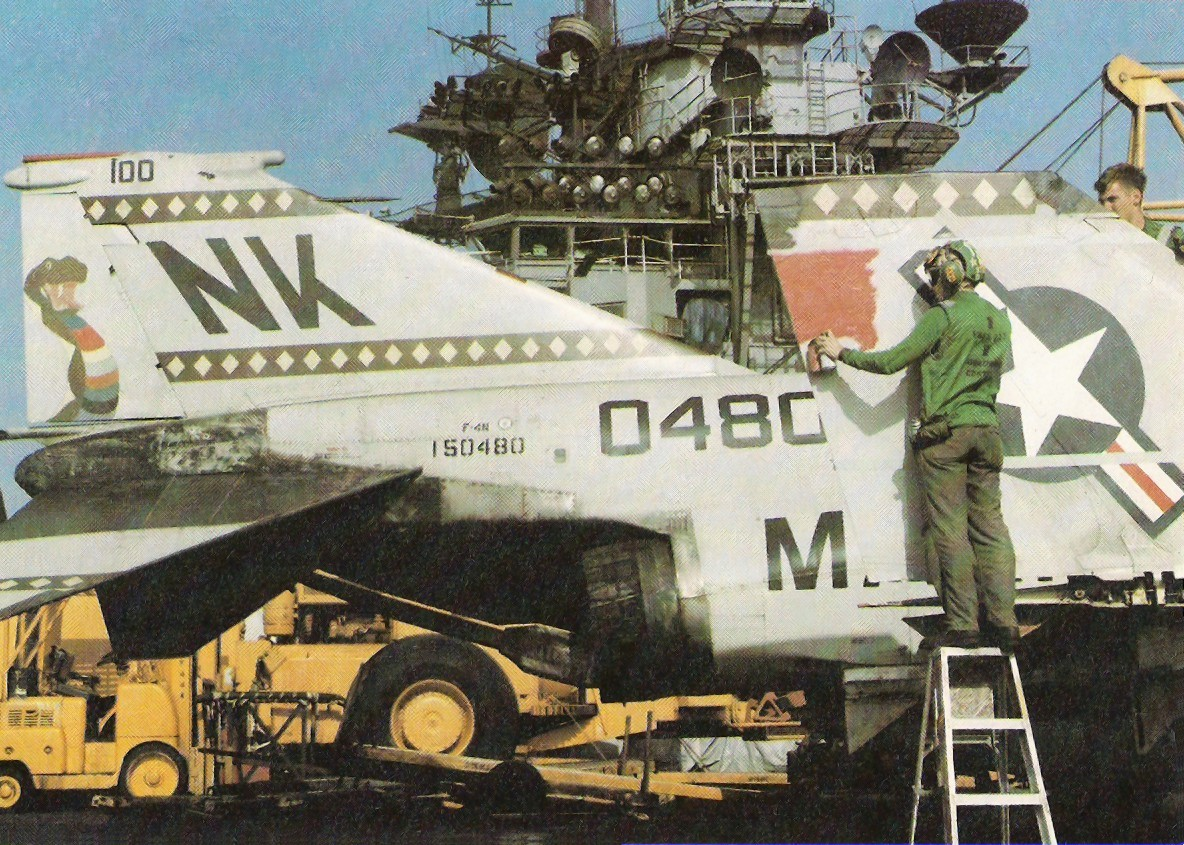
Морські піхотинці наносять розпізнавальні стрічки на крила винищувача F-4N на борту USS «Корал Сі»

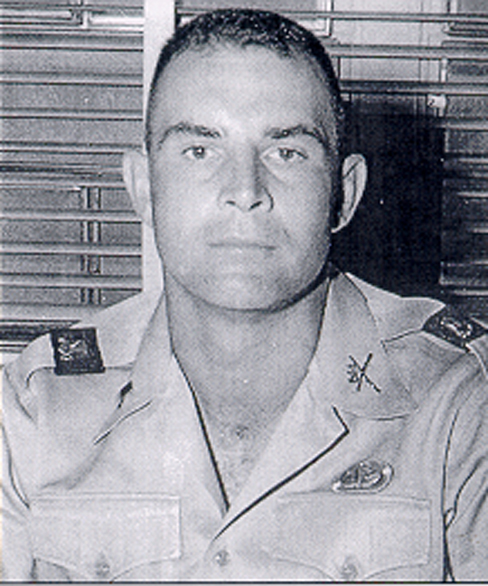
Засновник «Дельти» полковник Чарльз Беквіт

Для проведення спеціальної операції з врятування заручників була утворена Об'єднана оперативна група під командуванням генерал-майора армії США Джеймса Вота. Кістяк групи становив підрозділ щойно створеної «Дельти» під командуванням її засновника полковника Чарльза Беквіта. Авіаційною підтримкою керував полковник Джеймс Кайл, у той час як вертольотами розпоряджався підполковник морської піхоти Едвард Сейфферт.
Збором розвідувальної інформації на місці подій, безпосередньо в Тегерані займався підрозділ загону спеціальних акцій ЦРУ під керівництвом відставного професіонала армійських спецоперацій Річарда Медоу. На цю групу покладалася важлива задача здобуття усілякої інформації про заручників, їх охоронців та посольство й прилеглу територію в цілому. Також вони мали завдання доставити автомобільним транспортом операторів спецоперацій з визначеної точки рандеву під умовною назвою «Пустеля Два», що розташовувалася на окраїні іранської столиці до посольства, де тримали американських громадян. Незважаючи на присутність фахівців з розвідки та їх роботу, найціннішу інформацію про стан заручників надав колишній кухар амбасади, якого відпустили іранські стражі революції. З його слів американська розвідка дізналася, що усіх захоплених тримають разом у приміщеннях американського посольства.
1 квітня 1980 року, за три тижня до початку операції, спеціаліст бойових контролерів ПС майор Джон Карней молодший, вилетів невеликим літаком Twin Otter на дорозвідку визначеної точки рандеву «Пустеля Один» — збірного пункту усіх ударних сил перед початком операції. Офіцер за допомогою двох працівників ЦРУ мав розвідати спроможності злітної смуги в пустельному регіоні в іранській провінції Південний Хорасан. Бойовий контролер провів усю необхідну роботу щодо підготовки майданчика для посадки літаків і вертольотів. Він виставив інфрачервоні маяки для позначення зони висадки й узяв зразки ґрунту для подальшого аналізу його властивостей на навантаження при посадці літальних апаратів. На цей час піщане покриття майданчика було доволі щільне, але за три тижні пилові бури нанесли у цьому регіоні значну кількість піску та пилу на поверхню «Пустеля Один».

### Остаточний план
За задумом розробників операції вона складалася з двох фаз й мала проводиться протягом двох ночей. На першому етапі бойова група спецоперацій літаками вночі мала перетнути повітряний простір Ірану поблизу морського узбережжя 100 км західніше міста Чахбехар. Далі авіація прямувала у точку рандеву «Пустеля Один» (33°04′23″ пн. ш. 55°53′33″ сх. д. / 33.07306° пн. ш. 55.89250° сх. д.) над пустелею Деште-Лут. У першій точці збору, яка перебувала під охороною, повітряний компонент переховувався на денний час; туди також літаком C-130 доставлялися запаси пального у спеціальних контейнерах — 6 000 галонів реактивного палива.
Три транспортних літаки EC-130E (позивні: Республіка 4, 5 і 6 відповідно) перевозили операторів «Дельта» та інший персонал, тоді як три MC-130E Combat Talon (з позивними: Дракон 1, 2 і 3) призначалися для забезпечення логістичних потреб. Вісім важких вертольотів ВМС RH-53D «Сі Сталліон» (позивні: Блюберд 1-8 відповідно) виділялися з борту авіаносця «Німіц» безпосередньо для проведення спецоперації. Вони прибували своїм ходом до пункту «Пустеля Один», де дозаправлялися, й звідкіля перелітали ще 260 миль до району «Пустеля Два» (35°14′00″ пн. ш. 52°09′00″ сх. д. / 35.23333° пн. ш. 52.15000° сх. д.). Друга контрольна точка розташовувалася на відстані 52 милі від Тегерана. Через неможливість виконання акції у денний час, група гелікоптерів мусила перебувати на цій точці до наступної ночі.
На другу ніч планувалося проведення активної фази операції з рятування заручників. Агенти ЦРУ, що були в Ірані, за планом операції приїжджали на вантажівках до району «Пустеля Два», звідки разом з операторами штурмові групи висувалися по шосе до столиці Ірану. Поки головна ударна група вирушала до району утримання американських громадян, інша група відповідала за виведення з ладу місцевої системи електричного постачання, чим намагалося знизити ефективність дії іранських військових та стражників революції. З повітря штурмові групи прикривав літак вогневої підтримки AC-130, який мав літати понад містом для здійснення безпосереднього прикриття атакуючих наземних сил. Третя ударна група — армійських рейнджерів — захоплювала поблизький військовий аеродром у Манзаріхі, куди приземлятимуться важкі C-141 «Старліфтери».
По готовності основна штурмова група здійснювала нічний напад на захоплену будівлю американського посольства й знищення (нейтралізацію) охорони. Після звільнення заручників мали вивести на сусідню вулицю й далі на стадіон «Шахіда Шіроуді», де на них чекатимуть важкі вертольоти. Зі спортивного комплексу 52 заручники з загоном операторів спецоперацій перелітали на захоплену військову авіабазу у Манзаріхі, відправну точку для вильоту з території Ірану усіх учасників операції на борту C-141.
Загальне прикриття усіх етапів завзятої акції покладалося на два авіаційні крила палубної авіації: 8-е крило палубної авіації (CVW-8) з авіаносця «Німіц» та 14-е крило палубної авіації CVW-14 авіаносця «Корал-Сі». До їх складу входили різнорідні літаки, у тому числі винищувачі й штурмовики F-14 «Томкет», F-4 «Фантом», A-7 і A-6.

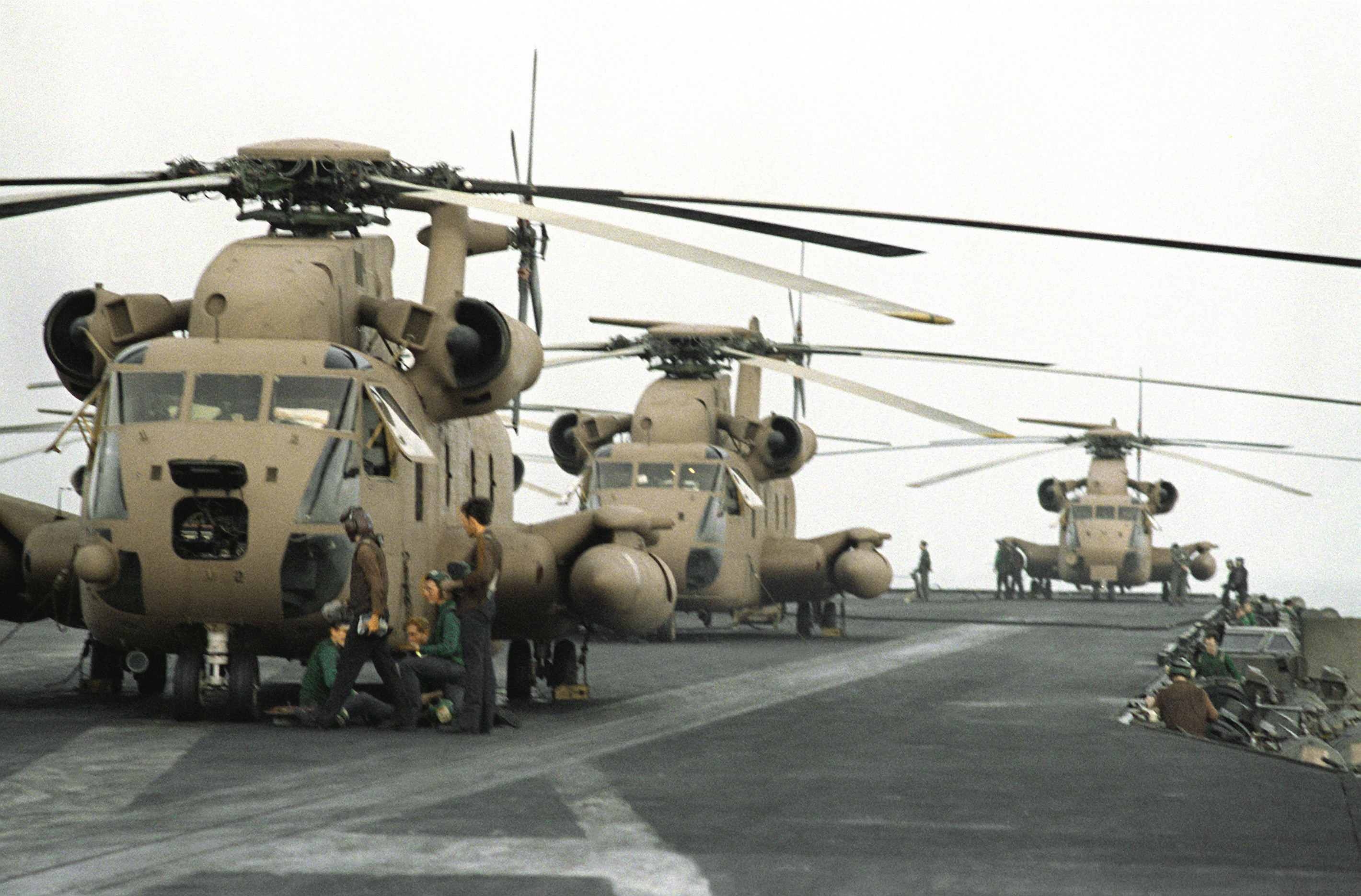
Група вертольотів RH-53D «Сі Сталліон» зі складу 16-го крила палубної авіації HM-16 на авіаносці «Німіц», закамуфльовані у колір засмаги в готовності до зльоту в Іран. 24 квітня 1980

### Початок місії
Ввечері 24 квітня 1980 року, коли всі учасники запланованої операції зібрались у їхніх вихідних районах та пунктах, була дана команда на її проведення. Оперативники спецоперацій вилетіли з їх бази на острові Масіра поблизу Оману й, перетнувши потай іранський кордон, о 22:45 приземлилися в точці «Пустеля Один». Літаки приземлялись у повній темряві, орієнтуючись лише на сигнали інфрачервоних маяків, активованих заздалегідь, використовуючи окуляри нічного бачення. Навантажений «Дракон 1», що йшов першим, зробив 4 круги над імпровізованим майданчиком посадки, перевіривши відсутність перешкод і тільки після цього сів. Але при посадці сталося пошкодження крила, яке потребувало ремонту. На борту MC-130E прибула команда бойових контролерів та особисто полковник Чарльз Беквіт.
Незабаром на майданчику зосередилося 120 операторів «Дельти», 12 рейнджерів, 15 іранців-помічників та американських перекладачів, що розмовляли перською; їх роль в основному полягала в забезпеченні, водінні автомобілів тощо. Рейнджери висунулися на найближчу дорогу, що проходила неподалік від «Пустелі Один» й влаштували блокпости по обидві сторони шосе.

Шикування бойового порядку літаків та вертольотів під час перельоту.

Командна контролерів рухливо розпочала роботу, визначивши кордони другого посадкового майданчику прямо на шосе й встановивши по периметру радіомаяки тактичної навігаційної системи для наведення вертольотів.
За першим літаком прибула решта літальних апаратів, яка сідала посеред іранської пустелі у безпросвітній темряві. Спочатку сіли «Дракон 2» й «Дракон 3», які висадили інших операторів й, не гаючи часу, злітали у зворотному напрямку, визволяючи злітно-посадочну смугу для наступних літаків EC-130 й вертольотів RH-53D «Сі Сталліон».
На шляху перельоту один з вертольотів ВМС «Блюберд 6» здійснив вимушену посадку в пустелі, через технічну помилку льотчиків, й був покинутий. Екіпаж підібрав інший гелікоптер. Й у цей час, американська авіація зіткнулася з несподіваним погодним феноменом, характерним для цій місцевості — пустельною бурею хабуб.
«Блюберд 5» влетів у середину хабуба, але втратив орієнтування й повернув назад на авіаносець «Німіц». Решта вертольотів збилася з графіку перельоту й прибула у визначену точку рандеву з великим запізненням. «Блюберд 2» приземлився останнім о годину ночі з несправною гідравлічною системою.
Поступово все угруповання зосередилося в пункті «Пустеля Один», зазнавши перші втрати при передислокації ще до початку операції. В ночі армійські рейнджери висадили у повітря за допомогою протитанкової гранати M72 LAW паливозаправник, що перевозив контрабандне пальне й випадково наразився на блокпост американців. Пасажир вантажівки загинув на місці, а водій спромігся втекти на другій машині, що супроводжувала контрабандистів. Коли, керівники операції розібралися на місці події, що це була спроба безмитного провезення пального, вони вирішили, що водій, який втік, не становитиме загрози для ходу операції саме через обставини, при яких його автомобіль підірвали. Разом з цим, палаючий паливозаправник посеред пустелі яскраво освітлював усі округи й навіть став своєрідним маяком для вертольотів, що збилися через хабуб.
Практично у цей самий час по шосе їхав пасажирський автобус міського сполучення, в якому крім водія було 43 пасажири. Вони стали випадковими свідками події, що розгорталася у них на очах. Американські військові зупинили автобус, а усіх іранців затримали й перемістили до літака «Ріпаблік 3».
Зосередивши всі сили на першому перевальному пункті, американські керівники проаналізували результати першої ночі, коли активні дії ще навіть на розпочалися. В їхньому розпорядженні залишилось тільки 5 вертольотів для транспортування особового складу, оснащення та озброєння до пункту «Пустеля Два», тому командир «Дельти» Ч.Беквіт вважав ситуацію, що склалася неприйнятною та такою, що ставила всю операцію під загрозу. Підполковник Е. Сейфферт не надавав дозвіл на використання «Блюберд 2», який мав проблеми з гідросистемою, а полковник відповідно не погоджувався на скорочення чисельності бойової групи «Дельти», яка мала брати участь у штурмі.
Спроби якось змінити хід підготовчої стадії операції та отримати додаткові транспортні засоби не увінчалися успіхом, до того ж Ч.Беквіт припускав, що подальший розвиток подій може привести до бойових втрат у гелікоптерах, а резерву сил у нього не лишалось. Порадившись, командири звернулись до генерала Вота з доповіддю про неможливість за таких умов гарантовано виконати задачу. По супутниковому зв'язку командування зв'язалось з Президентом, який через 2,5 години затвердив рішення на відхід.

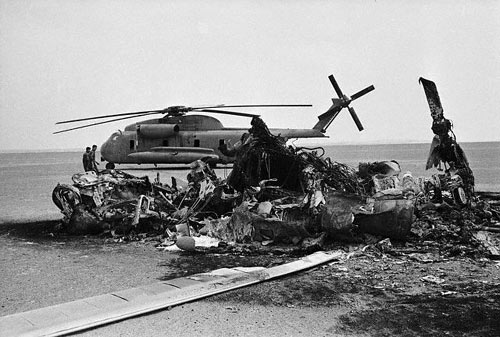
Рештки спаленого вертольоту на пункті «Пустеля Один»

### Катастрофа
Оперативна група розпочала роботу з підготовки до повернення назад. Проаналізувавши запас палива, що лишився після усіх негараздів, керівники з'ясували, що реактивного пального лишилось обмаль і необхідно провести перерозподіл заправки між літальними апаратами. Один з транспортних EC-130, що вже лишався практично без резерву палива, завантажив на борт оперативників «Дельти» й стояв на імпровізованій злітній смузі в готовності до зльоту. Один з вертольотів військово-морських сил «Блюберд 3», розпочав рух на вузькій смузі, де стояв літак й спробував на невеликій висоті облетіти EC-130. Бойовий контролер намагався керувати процесом й почав давати сигнали пілоту гелікоптера, але пиловий порив вітру, що піднявся внаслідок роботи гвинтових двигунів, засліпив його. Фахівець ВПС оступився назад, що вертолітник у клубах піску та пилу сприйняв за команду контролера, й рушив уперед, намагаючись слідувати далі за сигналами. Внаслідок різкого стрибка RH-53D «Сі Сталліон» урізався у кіль військово-транспортного літака EC-130, а його гвинт ударився у корінь крила літака.
Зіткнення двох машин на вузькій смузі призвело до потужного вибуху й пожежі. У результаті інциденту на місці загинуло 8 осіб: 5 членів команди EC-130 та троє з п'яти членів екіпажу «Блюберд 3». Уціліли тільки пілот з другим пілотом вертольота, однак вони дісталися серйозних опіків.
У безглуздій метушні, що розпочалася, льотчики та оперативники здійснювали відчайдушні спроби врятувати постраждалих та відвести свої транспортні засоби від місця пожежі та вибухів. Оперативники гарячково знищували таємні документи операції. В пилу, пожежі, у страшному рейваху весь особовий склад поспішно сідав на борт літальних апаратів, які прожогом злітали у повітря. П'ять вцілілих вертольотів RH-53 залишилися на місці катастрофи, деякі з них мали пробоїни від уламків постраждалої авіаційної техніки.
Транспортні літаки EC-130 з основними силами спецоперацій повернулися на оманський аеродром Масіра, куди сіло два літаки медичної евакуації C-141 з єгипетської авіабази Ваді Абу Шіхат. Ці літаки забрали поранених та постраждалих, екіпажі вертольотів, рейнджерів та «Дельту» й повернулися на основну авіаційну базу в Єгипет. Звідкіля усіх поранених переправили до найбільшої американської бази в Європі — Рамштайн. Тегеранська група ЦРУ виїхали з Ірану.

## Наслідки
О 1:00 наступного дня Білий дім оголосив про провал операції «Орлиний кіготь». Іранські охоронці негайно розосередили своїх заручників з амбасади по всьому Ірану, аби подальша спроба врятувати усіх одночасно стала неможливою. Іранська армія провела зачистку території, де сталася трагедія, й знайшла тіла 9 чоловік, вісім американських військових та одного іранського цивільного. 44 пасажири автобуса надали показання свідків про події тої ночі.
Президентом США був визначений склад комісії з розслідування обставин катастрофи спеціальної операції, головою слідчої комісії став колишній керівник військово-морськими операціями відставний адмірал Джеймс Голловей III. За результатами його розслідування, яке отримало назву «Рапорт Голловея» визначалося, що планування операції здійснювалося поверхнево з величезними недоліками, управління компонентами організовувалося слабо, взаємодія між складовими та учасниками операції була на низькому рівні. За цими висновками була проведена значна аналітична робота з реорганізації Департаменту оборони США й прийняття у 1986 році акту Голдвотера-Ніколса.
Відсутність єдиного органу управління для такого роду операцій, який би перебрав на себе усі рівні відповідальності, планування, організації, імплементації акцій та взаємодії й забезпечення між видами збройних сил США, підштовхнула до створення декількох структур, які були сформовані наступними роками. Через 7 років після трагедії, 16 квітня 1987 сформоване Командування спеціальних операцій США. Кожний вид мав своє окреме командування, яке функціонально здійснювало керівництво своїм компонентом сил спеціальних операцій.
Однієї з тактичних недоліків на першому етапі проведення операції визнавалася відсутність професійно підготовлених пілотів вертольотів, які мали літати вночі в поганих та складних метеоумовах. Це пришвидшило формування 160-го авіаційного полку спецоперації армії, полку «Нічних стакерів». Програма підготовки пілотів різнорідних родів авіації розширювалася за рахунок проведення польотів у нічний час, на надмалих висотах, тренувань у дозаправленні у повітрі тощо. Льотчики H-47, H-53, H-60 та V-22 інтенсивно тренувалися у польотах з приладами та окулярами нічного бачення.
Практично відразу після провалу першого замаху, розпочалась підготовка до другої спроби проведення спеціальної операції під кодовою назвою «Медоїд». Поки відпрацьовувалися та деталізувалися плани й організовувалася взаємодія на усіх рівнях, формувався потужний компонент. Цього разу він нараховував вже практично батальйон особового складу, більше ніж 50 літаків й вертольотів, купу іншої техніки, зокрема 12-тонний бульдозер для пробивання заблокованих дільниць на шляху.
Однак, через побоювання, що гвинтокрилі машини знову підведуть, було вирішене від них відмовитися й проводити операцію тільки з літаками різного калібру. За задумом літаки мали перелетіти вглиб Ірану без пересадок, здійснюючи дозаправлення у повітрі, а на зворотному шляху сідати на авіаносці у Перській затоці.
Для вивезення заручників зі столиці Ірану за надзвичайно секретною програмою модифікувалися три транспортні літаки «Геркулес», які отримали назву YMC-130H. Літальні апарати оснащувалася по корпусу літака ракетними маневровими двигунами для задоволення зльоту та посадки з надмалої площадки, типу стадіон. 29 жовтня 1980 під час демонстраційного польоту на авіабазі Еглін перший дослідний зразок розбився, коли занадто рано спрацювали гальмові двигуни при посадці. Літаку відірвало праве крило, він зайнявся полум'ям, але на щастя ніхто не загинув.
Сформована оперативна група спеціальних операцій проводила безліч тренінгів та репетицій, доводячи свої дії до автоматизму та досконалості. Коли після президентських виборів у листопаді 1980, була дана команда на припинення підготовки до рятувальної операції.
Проте, адміністрація Президента Дж. Картера, не згортаючи рук, здійснювала безліч спроб домовитися дипломатичним шляхом з новою владою Ірану щодо вивільнення американських громадян.
20 січня 1981 року, через кілька хвилин після вступу нового 40-го президента Р. Рейгана на посаду, усі 52 американських заручники були звільнені владою Ірану, після 444-денного перебування у полоні. Криза із заручниками закінчилася.
Верховний лідер Ірану Р. Хомейні у своїй речі після інциденту засуджував Джиммі Картера, уславлюючи Аллаха, що він надіслав пилову бурю для захисту Ірану від вторгнення американців.

## Учасники операції

### ПС США
- 1-е крило спеціальних операцій: 8-ма ескадрилья спецоперацій (EC-130) та 16-а ескадрилья спецоперацій (AC-130)
- 18-е крило тактичної авіації: 1-ша ескадрилья спецоперацій (MC-130H Combat Talon II)
- Персонал SF-121 (1 на кожний літак, вертоліт)[9]
- RED HORSE підрозділ
- 1-ша ескадрилья забезпечення зв'язку
- 30-та ескадрилья військово-транспортної авіації (C-141A), 438-го крила авіаперевезень, авіабаза МакГір
- 552-те крило управління та контролю

### Армія США
- «Дельта»
- 75-й полк рейнджерів
- оператори 39-го загону спецоперацій
- 235-й загін зв'язку

### ВМС таКорпус морської піхоти США
- Атомний авіаносець «Німіц» з 8-м крилом палубної авіації (CVW-8); ескортна група бойових кораблів: ракетні крейсери «Каліфорнія», «Південна Кароліна», «Техас», «Рівз» та фрегат «Ейнсворт»
- Танкер-заправник «Вічита»
- «Корал Сі» з 14-м крилом палубної авіації (CVW-14); ескортна група бойових кораблів: крейсер КРЗ «Вільям Стендлі», фрегат «Кук», танкер-заправник «Роанок»
- Універсальний десантний корабель «Окінава» (LPH-3)
- Десантний транспортний корабель-док «Сан-Луїс» та танкодесантний корабель «Сан Бернардіно» для амфібійної підтримки.
- 1-ша ескадрилья вогневої підтримки морської піхоти (MAWTS-1)
- 16-та вертолітна ескадрилья протимінного захисту (HM-16)
- 16-та патрульна ескадрилья (VP-16)

## Відео
- Operation Eagle Claw